# Тудорковичівська сільська рада
Тудорковичівська сільська рада — колишній орган місцевого самоврядування у Сокальському районі Львівської області. Адміністративний центр ради — село Тудорковичі.

## Загальні відомості
Водоймища на території, підпорядкованій даній раді: річка Західний Буг.

## Історія
27 серпня 2004 року Львівська обласна рада у зв'язку з перейменуванням села Федорівці на Тудорковичі (Відомості Верховної Ради Української РСР, 1991 р., № 15, ст.184) перейменувала Федорівцівську сільраду на Тудорковичівську.

## Населені пункти
Сільській раді підпорядковані населені пункти:
- с. Тудорковичі
- с. Войславичі
- с. Пісочне
- с. Старгород
- с. Шихтарі

## Склад ради
Рада складається з 16 депутатів та голови.